# القوات المسلحة الليتوانية

القوات المسلحة الليتوانية تتكون من 14500 فرد نشط (منهم 2100 مدني). انتهى التجنيد الإجباري في سبتمبر 2008.
ويستند نظام دفاع ليتوانيا على مفهوم «الدفاع الكامل وغير المشروط» . الهدف من سياسة الدفاع في ليتوانيا هو التحضير للدفاع عن مجتمعهم العام ودمج ليتوانيا في نظام الأمن الغربي. وزارة الدفاع هي المسؤولة عن القوات المقاتلة، وعمليات البحث والإنقاذ، والإنقاذ، والعمليات الاستخباراتية.
حرس الحدود البالغ عددهم 4800 يقع الإشراف عليهم من قبل وزارة الداخلية مسؤوليتهم حماية الحدود، واصدار جواز السفر والرسوم الجمركية، وتتقاسم المسؤولية مع القوات البحرية لمنع تهريب المخدرات. ومكتب أمني مختص بحماية كبار الشخصيات.